# Симеон Суздальский
Симеон Суздальский — иеромонах Русской православной церкви и мемуарист XV века.

## Биография
О его детстве и мирской жизни сведений практически не сохранилось, да и прочие биографические сведения о нём очень скудны и отрывочны. Известно, что он сопровождал на Флорентийский собор епископа Суздальского Авраамия, по поручению которого должен был описывать то, что происходило на соборе, не касаясь самого путешествия и достопримечательностей, виденных на пути, описание которых возложено было на другое лицо, неизвестного суздальца, составившего так называемый «Путник».
Судя по некоторым выражениям, Симеон записывал «словеса и прения» под свежим впечатлением, как только их слышал. Выполняя свою работу, он должен был знать греческого или латинский языки, на которых велись соборные прения, и вероятно, как полагал профессор Санкт-Петербургской духовной академии К. И. Делекторский, он знал греческий язык, не настолько, чтобы всегда хорошо понимать смысл сказанного. Будучи убежденным противником унии, принятой некоторыми иерархами, представлявшими греческую церковь, Симеон навлекает на себя гнев митрополита Исидора, решается покинуть его свиту, из Венеции бежит в Новгород куда прибыл весной 1440 года.
В Новгороде отец Симеон находит приют у Новгородского владыки Евфимия II, но в следующем году его постигло бедствие. Живя в Новгороде, он сошелся с литовским выходцем, князем Юрием Семеновичем, которому великий князь Казимир в 1441 году дал в удел Мстиславль и Кричев и который после этого занял Смоленск. В этот город прибыл митрополит Исидор, и «имел над собою область латинскую», Юрий, чтобы угодить Исидору, заманил в Смоленск Симеона и выдал его митрополиту. Симеон всю зиму «сидел во двоих железех, в велицей нужи, во единой свитце и на босу ногу, и мразом и гладом, и жаждею» томим. Привезенный затем в Москву, он, после осуждения Исидора был освобожден «от вериг железных» и отправлен в Сергиев монастырь к игумену Зиновию. Здесь он много рассказывал братии о своих страданиях за веру, а когда окончено было его дело, он снова явился к новгородскому епископу Евфимию и, вероятно, по его поручению обработал свои записи, сделанные на соборе, придав им форму повести о соборе.

### Литературное наследие Симеона Суздальского
Повесть Симеона о Ферраро-Флорентийском соборе имеет две редакции: 1) «Исидоров собор и хожение его» (по рукописям СПбДА, Софийского собрания, № 1464 и 1465, Московского Румянцевского музея и Архива Министерства Иностранных дел) и 2) «Повесть священноинока Симеона суждальца, како римский папа Евгений составлял осмый собор со своими единомышленники» (по рукописям Сибирской духовной академии, Софийского собрания, № 1245). Обе редакции изданы профессором КДА В. Н. Малининым.
Сходные в изложении истории собора, редакции различаются существенно в начале и в конце: во второй редакции в введении нет речи ни о бегстве автора из Венеции, ни о пребывании его в Новгороде. Дальнейшей обработкой «Повести» является обширное и витиеватое «Слово избрано от святых писаний, еже на латыню, и сказание о составлении осмого собора латыньского, и о извержении Сидора прелестного, и о поставлении в русской земли митрополитов, о сихже похвала благоверному великому князю Василию Васильевичу всея Руси». Это «Слово», изданное профессором А. Н. Поповым и представляющее историю флорентийской унии и её последствий для России, было, по мнению профессора Павлова, составлено Пахомием Логофетом, по мнению Делекторского — Симеоном.
Последним сочинением Симеона профессор К. Делекторский признает «Путешествие Симеона Суздальского в Италию», изданное российским этнографом И. П. Сахаровым во II томе «Сказаний русского народа» по двум спискам XVII века. Это «Путешествие» представляет свод сведений, извлеченных из вышеупомянутых «Повести», «Слова» и «Путника», составленного неизвестным суздальцем («Древняя российская вивлиофика», том VI.).